# Scopula caledonica
Scopula caledonica là một loài bướm đêm trong họ Geometridae.